# Subancistrocerus obiensis
Subancistrocerus obiensis är en stekelart som beskrevs av Giordani Soika 1995. Subancistrocerus obiensis ingår i släktet Subancistrocerus och familjen Eumenidae. Inga underarter finns listade i Catalogue of Life.